# حالم خوب میشه
«حالم خوب میشه» تک‌آهنگی از هنرمند اهل ایالات متحده آمریکا جنیفر لوپز است که در ۱ ژوئیه ۲۰۰۲ منتشر شد. این تک‌آهنگ در آلبوم جی.لو (آلبوم) قرار داشت.
این تک‌آهنگ در چارت‌های دانمارک، سوئیس، فلاندرز، آلمان، جزو ده ترانه اول قرار گرفت.